# Trachyleucophenga flavocostata
Trachyleucophenga flavocostata är en tvåvingeart som beskrevs av Friedrich Georg Hendel 1917. Trachyleucophenga flavocostata ingår i släktet Trachyleucophenga och familjen daggflugor. Inga underarter finns listade i Catalogue of Life.